# Unterseeboot 981
L'Unterseeboot 981 ou U-981 est un sous-marin allemand (U-Boot) de type VIIC utilisé par la Kriegsmarine pendant la Seconde Guerre mondiale.
Le sous-marin fut commandé le 5 juin 1941 à Hambourg (Blohm + Voss), sa quille fut posée le 24 août 1942, il fut lancé le 29 avril 1943 et mis en service le 3 juin 1943, sous le commandement de l'Oberleutnant zur See Walter Sitek.
L'U-981 n'endommagea ou ne coula aucun navire au cours des 3 patrouilles (87 jours en mer) qu'il effectua.
Il est coulé par l'Aviation britannique dans l'Atlantique Nord, au large de l'Île de Ré, en août 1944.

## Conception
Unterseeboot type VII, l'U-981 avait un déplacement de 769 tonnes en surface et 871 tonnes en plongée. Il avait une longueur totale de 67,10 m, un maître-bau de 6,20 m, une hauteur de 9,60 m et un tirant d'eau de 4,74 m. Le sous-marin était propulsé par deux hélices de 1,23 m, deux moteurs diesel Germaniawerft M6V 40/46 de 6 cylindres en ligne de 1 400 cv à 470 tr/min, produisant un total de 2 060 à 2 350 kW en surface et de deux moteurs électriques Brown, Boveri & Cie GG UB 720/8 de 375 cv à 295 tr/min, produisant un total 550 kW, en plongée. Le sous-marin avait une vitesse en surface de 17,7 nœuds (32,8 km/h) et une vitesse de 7,6 nœuds (14,1 km/h) en plongée. Immergé, il avait un rayon d'action de 80 milles marins (150 km) à 4 nœuds (7,4 km/h; 4,6 milles par heure) et pouvait atteindre une profondeur de 230 m. En surface son rayon d'action était de 8 500 milles nautiques (soit 15 700 km) à 10 nœuds (19 km/h).
L'U-981 était équipé de cinq tubes lance-torpilles de 53,3 cm (quatre montés à l'avant et un à l'arrière) et embarquait quatorze torpilles. Il était équipé d'un canon de 8,8 cm SK C/35 (220 coups), d'un canon antiaérien de 20 mm Flak et d'un canon 37 mm Flak M/42 qui tire à 15 350 mètres avec une cadence théorique de 50 coups par minute. Il pouvait transporter 26 mines TMA ou 39 mines TMB. Son équipage comprenait 4 officiers et 40 à 56 sous-mariniers.

## Historique
Il reçut sa formation de base au sein de la 5. Unterseebootsflottille jusqu'au 30 novembre 1943, puis il intégra sa formation de combat dans la 6. Unterseebootsflottille.
Il quitte Kiel en Allemagne pour sa première patrouille sous les ordres du l'Oberleutnant zur See Walter Sitek le 27 novembre 1943. L'U-981 rejoint d'autres U-Boote rassemblés dans le nord de la Manche à la recherche de convois à l'ouest des îles britanniques. À partir du 22 décembre 1943, l'U-981 rejoint l'un des six groupes Rüngen à l'ouest de l'Irlande. Ces petits groupes, souvent de trois U-Boote chacun, sont en mouvement constant afin d'empêcher les Alliés de déterminer l'endroit où ils se trouvent. Lorsque trois convois sont signalés le 30 décembre 1943, les groupes sont trop petits pour monter des attaques. L'opération prend fin le 7 janvier 1944, l'U-981 n'ayant rencontré aucun succès. Après 65 jours en mer, le submersible arrive à Saint-Nazaire le 30 janvier 1944.
Le 12 avril 1944, l'U-981 quitte Saint-Nazaire pour Lorient.
Il prend la mer pour sa deuxième patrouille le 6 juin 1944. L'U-981 est l'un des dix-neuf U-Boote dépourvus de Schnorchel qui reçoivent l'ordre de plonger collectivement à 200 mètres entre Brest et Bordeaux pour garder des U-Boote en réserve hors des ports, en cas de leur invasion par les forces alliées. Les sous-marins remontent à 100 mètres de profondeur, ou se posent sur le fond pendant de longues périodes. La nuit, ils sont harcelés par des attaques aériennes. Le 12 juin 1944, lorsque l'invasion des ports ne semble plus d'actualité, les submersibles font route vers leurs bases et sont placés en alerte.
Le 27 juin 1944, Walter Sitek passe le commandement de l'U-981 à l'Oberleutnant zur See Günther Keller.
Sa troisième patrouille débute le 7 août 1944 au départ de Lorient. Le 12 août 1944, alors que l'U-981 et l'U-309 approchent du point de rendez-vous où ils doivent être rejoints par leur escorte au sud-ouest de La Pallice, l'U-981 heurte une mine dans le champ britannique Cinnamon. Avec sa propulsion hors service et son incapacité à plonger, il demande une escorte immédiate. Deux heures après l'explosion de la mine, les deux U-Boote à l'arrêt sont repérés par un avion bombardier Halifax du No. 502 Squadron RAF piloté par le F/O J. Capey, qui lance des fusées. Lorsque les moteurs électriques de l'U-981 sont relancés, les deux bateaux avancent lentement vers La Rochelle. L'avion britannique s'approche de nouveau et largue des charges de profondeur. Une seconde mine explose le long de l'U-981, puis l'avion engage une autre attaque avec d'autres charges de profondeur. Vingt minutes plus tard, l'équipage de l'U-981 abandonne le bateau qui coule à la position 46° 09′ N, 1° 35′ O, au large de l'Île de Ré. Les survivants embarqués dans des dinghys sont recueillis par l'U-309. Un officier et onze hommes de l'U-981 meurent dans ces attaques.

## Affectations
- 5. Unterseebootsflottille du 3 juin 1943 au 30 novembre 1943 (Période de formation).
- 6. Unterseebootsflottille du 1er décembre 1943 au 12 août 1944 (Unité combattante).

## Commandement
- Oberleutnant zur See Walter Sitek du 3 juin 1943 au 27 juin 1944.
- Oberleutnant zur See Günther Keller du 28 juin 1944 au 12 août 1944.

## Patrouilles
|       | Commandant           | Départ           | Départ      | Arrivée         | Arrivée     | Jours    | Succès |
| ----- | -------------------- | ---------------- | ----------- | --------------- | ----------- | -------- | ------ |
| 1     | Oblt. Walter Sitek   | 27 novembre 1943 | Kiel        | 30 janvier 1944 | St. Nazaire | 65 jours |        |
|       | Oblt. Walter Sitek   | 12 avril 1944    | St. Nazaire | 15 avril 1944   | Lorient     | 4 jours  |        |
| 2     | Oblt. Walter Sitek   | 6 juin 1944      | Lorient     | 17 juin 1944    | Lorient     | 12 jours |        |
| 3     | Oblt. Günther Keller | 7 août 1944      | Lorient     | 12 août 1944    | Coulé       | 6 jours  |        |
| Total | Total                | Total            | Total       | Total           | Total       | 87 jours | 0 t    |

Note : Oblt. = Oberleutnant zur See

### Opérations Wolfpack
L'U-981 a opéré avec les Wolfpacks (meute de loups) durant sa carrière opérationnelle.
- Coronel 1 (14 — 17 décembre 1943)
- Sylt (18 — 23 décembre 1943)
- Rügen 1 (23 — 28 décembre 1943)
- Rügen 2 (28 décembre 1943 — 7 janvier 1944)
- Rügen (7 — 26 janvier 1944)